# Six variations sur «Mio caro Adone»
Variations Salieri
Les six variations en sol majeur pour piano sur « Mio caro Adone », K. 180/173c, sont une œuvre pour piano de Wolfgang Amadeus Mozart, écrite probablement à Vienne à l'automne 1773, quand il avait dix-sept ans. La pièce est formée de six variations basées sur l'aria  Mio caro Adone qui termine le second acte de l'opéra La fiera di Venezia d'Antonio Salieri. Pour cette raison, ces variations sont parfois appelées Variations Salieri.

## Historique
L'opéra de Salieri a été créé à Vienne le 29 janvier 1772, puis joué en novembre. il a été donné onze fois durant la période du Carnaval. Il a été de plus représenté à Mannheim le 22 novembre 1772. Mozart n'a pu assister à aucune de ces représentations. Il a donc dû connaître l'œuvre plus tard. Tant Théodore de Wyzewa que Georges de Saint-Foix et Alfred Einstein estiment que Mozart l'a découverte à l'automne 1773.
Plusieurs spécialistes de Mozart voient des différences entre ces six variations et celles qu'il a écrites sur le thème de Fischer (KV 179). Ils affirment que ces dernières ont dû être composées avant les variations Salieri, où on peut déceler l'influence de la technique de composition de variations de Joseph Haydn. Dans sa sixième édition du catalogue Köchel, Einstein a renuméroté cette œuvre comme KV 173c.
Pour la composition de ces variations, Mozart n'a pas employé la partie vocale de Mio caro Adone comme thème, mais il a utilisé la mélodie du premier violon de la pièce originale Allegro maestoso, écrite pour soprano, ténor, basse et orchestre.

## Musique
Le thème est en sol majeur, à 
 et marqué Menuetto Andante. Il comprend 16 mesures, réparties en  2 sections répétées deux fois (première section:mesures 1 à 8 et seconde section:mesures 9 à 16).
Chaque variation est divisée en 2 sections répétées deux fois. La variation V est marquée Adagio. La variation VI est à 
 et marquée Allegretto.
- La durée d'interprétation est d'environ 8 minutes.

Thème :

## Publication
La maison d'édition Heina a publié pour la première fois cette série de variations à Paris en 1778, en même temps que les variations KV 179 et KV 354. Du vivant de Mozart, ces variations ont été republiées à Amsterdam autour de 1780, toujours en même temps que les deux autres séries de variations. Un passage de la lettre que Leopold Mozart a écrit à Wolfgang le 10 décembre 1778 relate comment les variations ont également été éditées à Salzbourg:
« J'ai effectivement amené la musique pour être éditée ici, depuis que j'ai trouvé quelqu'un que j'ai décidé. À ton arrivée, tu trouveras ici tes variations sur l'arioso de Salieri éditées en sept partitions. J'espère que tu ne les as pas faites trop connaître, car tu pourrais alors en vendre plus. [Les partitions des variations] sont magnifiquement éditées, beaucoup plus clairement que le concerto de Schröter. Tu devrais composer quelque chose de nouveau le plus tôt possible et l'éditer. Tes variations ont fini [d'être éditées] aujourd'hui. »
On n'a conservé aucune copie de cette édition de l'œuvre, parue à Salzbourg. Comme le père de Mozart, Leopold, ne mentionne rien au sujet de la publication de ces variations par Heina, les musicologues admettent que l'édition de Paris soit postérieure à celle de Salzbourg, même si les deux datent de la même année.
Johann Traeg a fait paraître le 14 janvier 1784 une annonce de la vente de copies manuscrites de Verschiedene Variationen fürs Klavier von Mozart. Selon Otto Erich Deutsch, Traeg faisait allusion probablement aux KV 179, KV 180 et KV 354, mais Dexter Edge (en) estime qu'on ne peut écarter l'idée qu'il s'agisse d'autres séries de variations. Une autre annonce, qu'a fait paraître le 5 octobre 1785 Laurent Lausch, offre « Mio caro Adone » avec six variations, pour clavecin. Las trois séries de variations (KV 179, KV 180 et KV 354) ont été publiées en 1779 par Heina dans un arrangement pour piano et violon, dont on ne conserve aucun exemplaire aujourd'hui.